# Apristurus platyrhynchus
Apristurus platyrhynchus – gatunek ryby chrzęstnoszkieletowej z rodziny Pentanchidae, występujący w Oceanie Indyjskim i w zachodnim Oceanie Spokojnym.